# Perupelikan
Perupelikan (latin: Pelecanus thagus) er en fugleart, der lever ud for kysterne af det vestlige Sydamerika.